# Підвальна вулиця (Калуш)

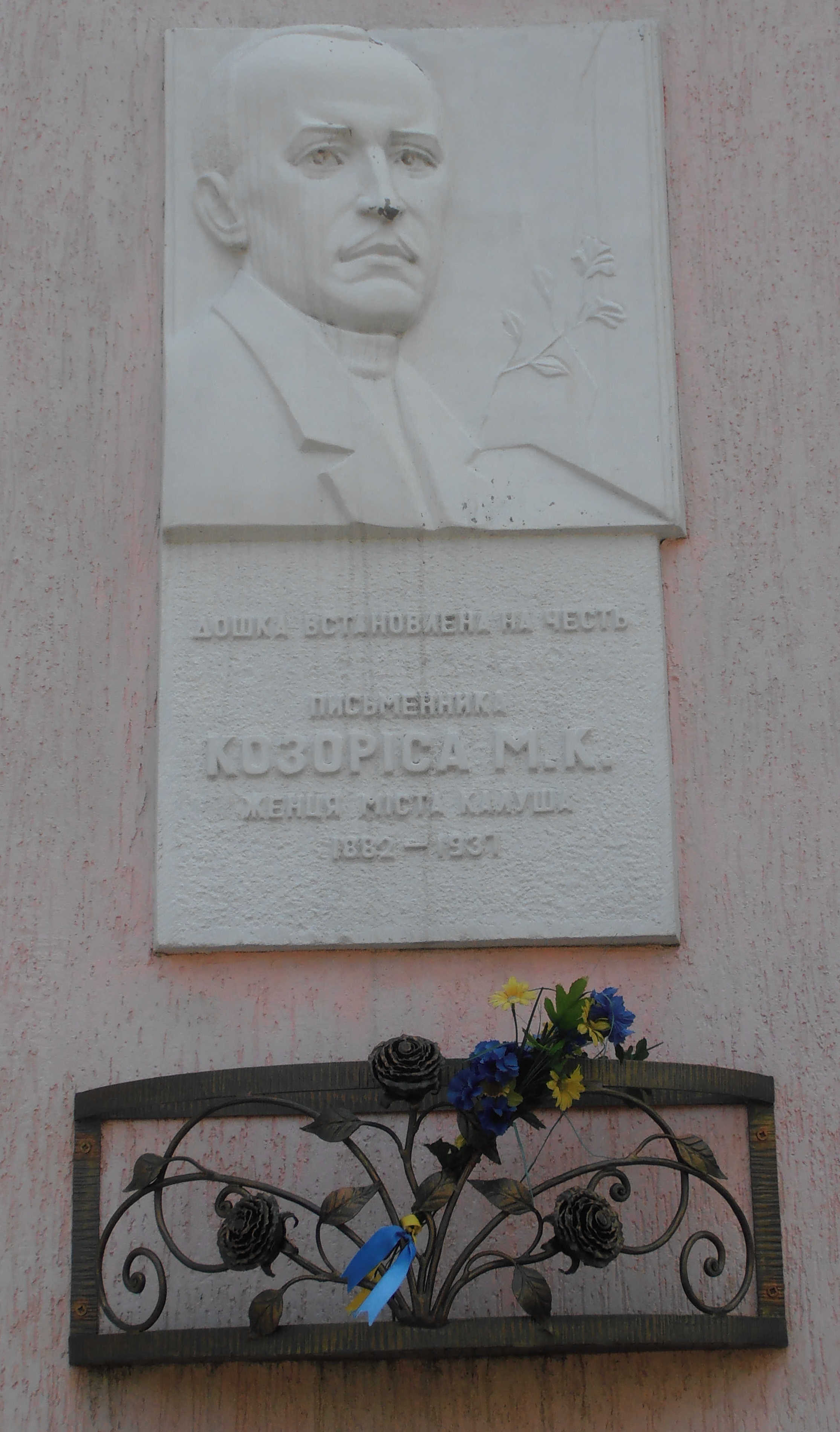
Меморіальна дошка Козорісу

Вулиця Підва́льна — вулиця центральної частини міста Калуша Івано-Франківської області.

## Розташування
Феноменальна своєю хрестоподібною формою внаслідок охоплення двох перпендикулярних вулиць. Наприкінці 1970-х років архітектором Ходаном один напрямок вулиці перетято зведенням будинку № 6, чим було перерізано транспортну вісь Калуша (нинішні вулиці Івано-Франківська — Степана Бандери — Підвальна — Українська) і створено транспортні проблеми місту назавжди. Пролягає між вулицями Грушевського і Дзвонарською. До Підвальної прилягають вулиці Цеглинського і Нечая та площа Героїв.

## Історія
Історична назва вулиці — Підвальна. Одна з найдавніших міських вулиць — вже наявна була на карті Апенцелєра 1787 року. Називалась через розташування під валом міського укріплення (неіснуюча з 1960 р. паралельна вулиця за 30 м на північ називалась Валовою). В реєстрі вулиць Калуша 1940 року мала № 49, знаходились садиби № 918—948. 14.03.1947 була перейменована комуністами на вулицю імені Жданова — на честь компартійного функціонера СРСР 30–40-их рр. 10.02.1989 вулиці повернена історична назва.

## Сьогодення
Нині на вулиці знаходиться багато закладів соціального призначення та ряд житлових будинків.
Щодо житлової забудови, то з лівого боку (зі сторони Височанки) вулиця забудована «хрущовками» й однією висотною будівлею 2015 року. Правий бік вулиці включає також внутрішньоквартальну забудову: забудований групою будівель початку XXI ст. і будинками 1960-их —1980-их рр. (мова йде про одну дев'ятиповерхівку і три п'ятиповерхівки). Далі з цього боку, ближче до Загір'я, розташовані ще три будинки дорадянського періоду.
Щодо закладів соціального призначення. Одним із них є чотириповерховий готель-ресторан «Асторія» (колишня назва — «Прикарпатський»), який побудований у 60-ті рр. Коло нього розташовані рештки колись мальовничого скверу (який полюбляли шахісти), знищеного в 1999 році при спробі приватизації під автостоянку; у ХХІ ст. там спорудили ще й котельню готелю-ресторану.
Наприкінці вулиці знаходиться редакція газети міської ради «Дзвони Підгір'я», заснованої у 1990 році. На стіні встановлена меморіальна дошка Йосипу Попадюку (скульптор — І. Семак). В одній із дев'ятиповерхівок (№ 6) на першому поверсі розмістилися дві міські бібліотеки — дитяча і доросла (при вході розміщена меморіальна дошка Михайлові Козорісу роботи Ігоря Семака).
Із закладів відпочинку слід відзначити Максвелл ПАБ (знаходиться в підвальному приміщенні п'ятиповерхівки) та більярдний клуб «Америка». Також на першому поверсі готелю «Асторія» розташований однойменний ресторан.

## Об'єкти
- ГО «Асоціація працівників освіти»

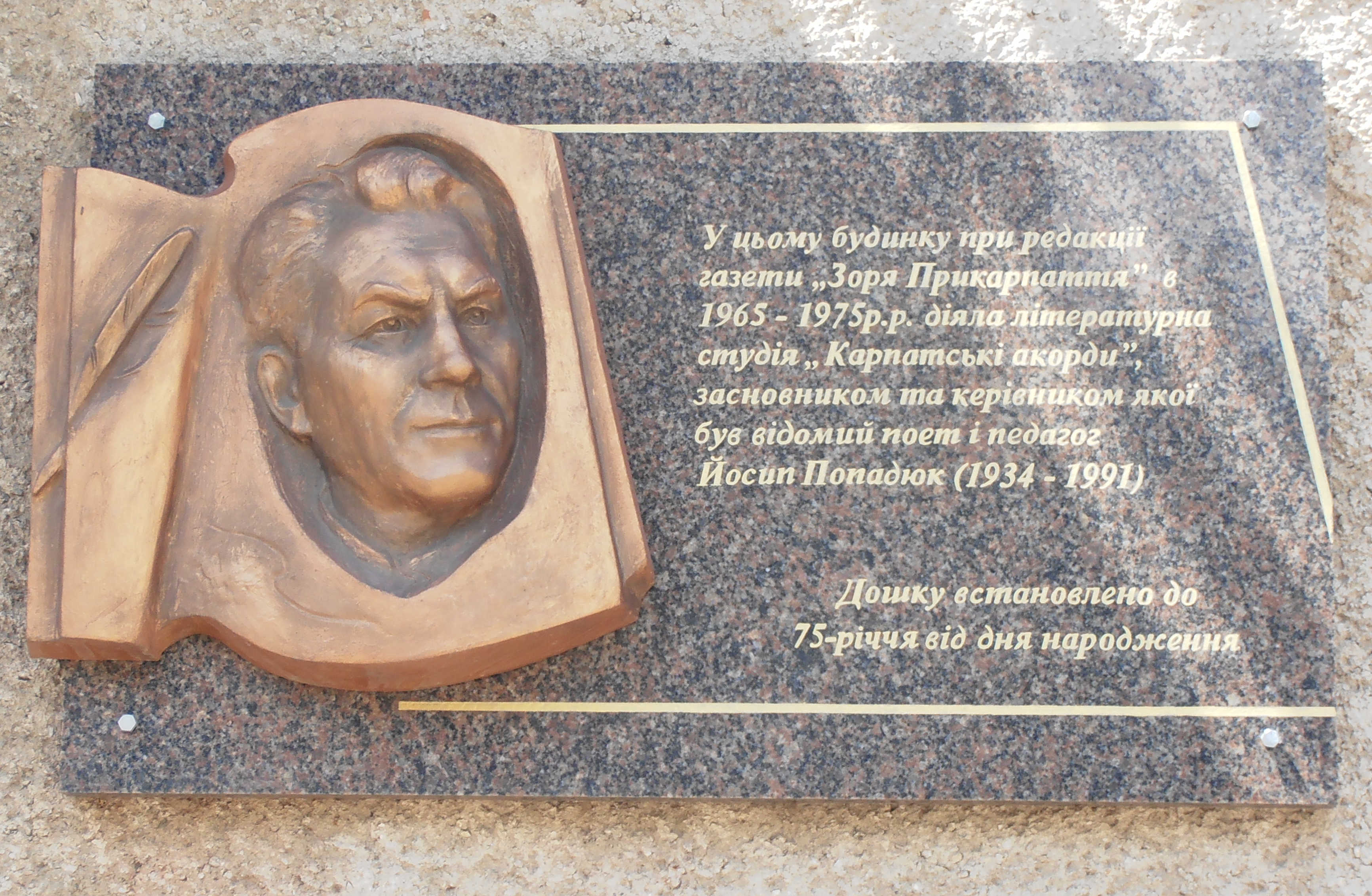
Меморіальна дошка на редакції газети

- Міськрайонна організація інвалідів
- Фонд соціального страхування від нещасних випадків на виробництві
- Фонд комунальної власності
- Редакція газети міської ради «Дзвони Підгір'я»

## Транспортне сполучення
На вулиці розташовані дві автобусні зупинки: одна призначена для міських маршруток, інша для приміських автобусів. По вулиці пролягають міські маршрути № 6, 6А, 8, 8А, 11, 5, 1-б. Приміські автобуси, що курсують по цій вулиці, здійснюють перевезення у Войнилівському напрямку.

## Стара забудова

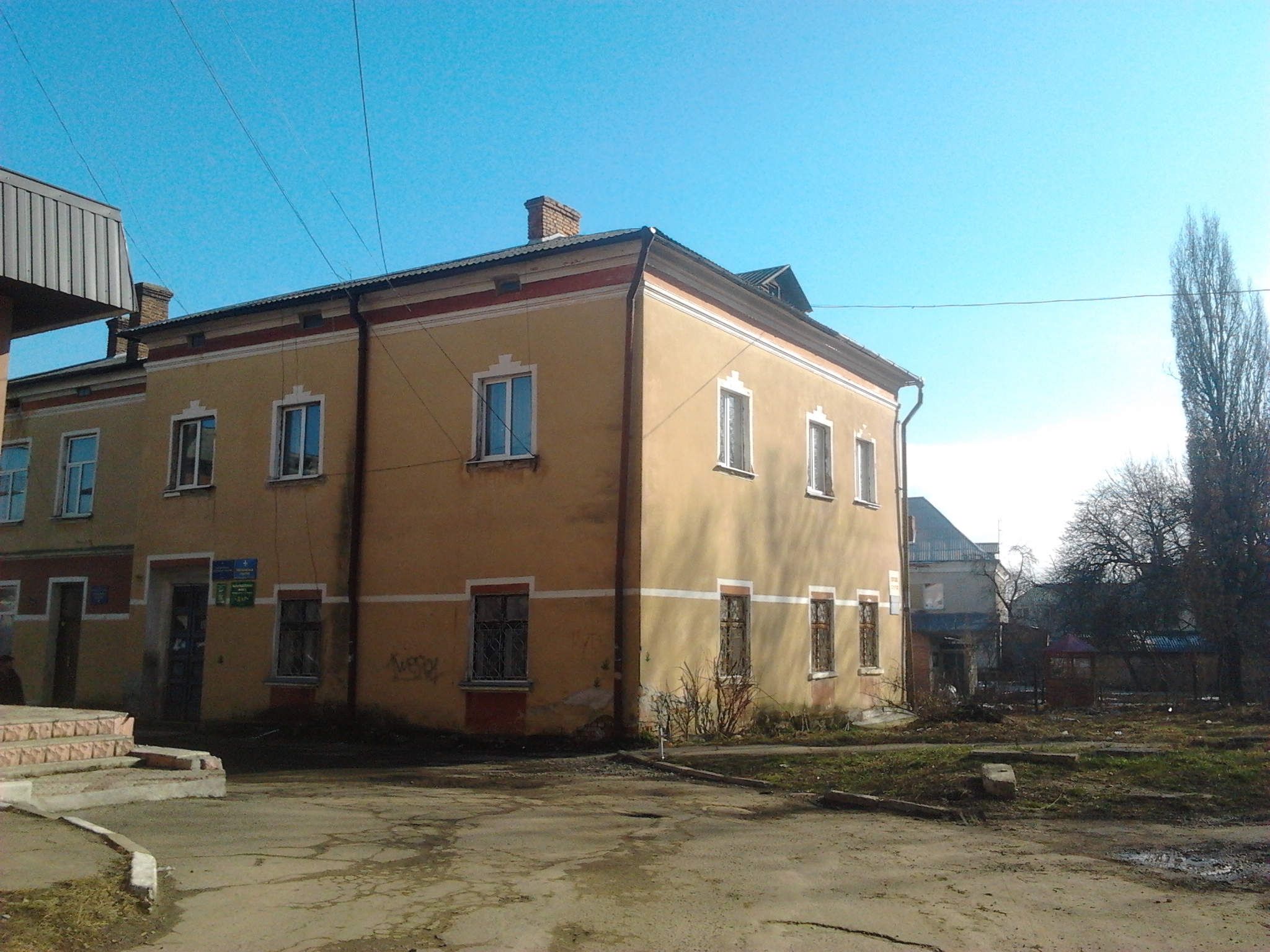
Управління освіти
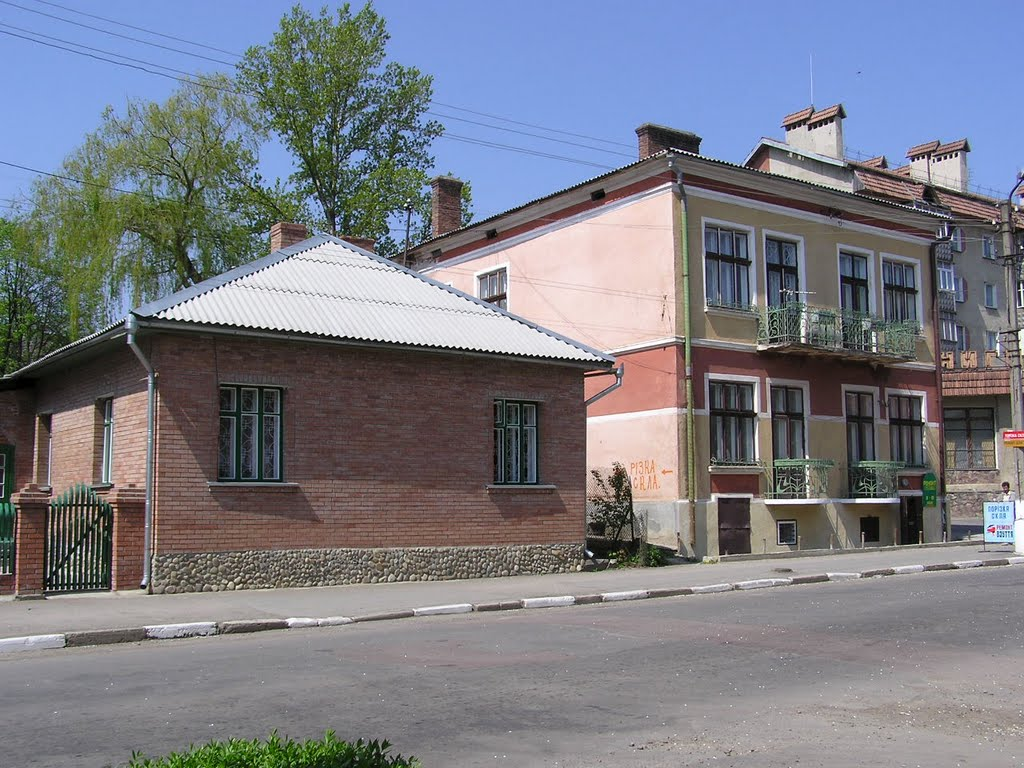
Стара забудова
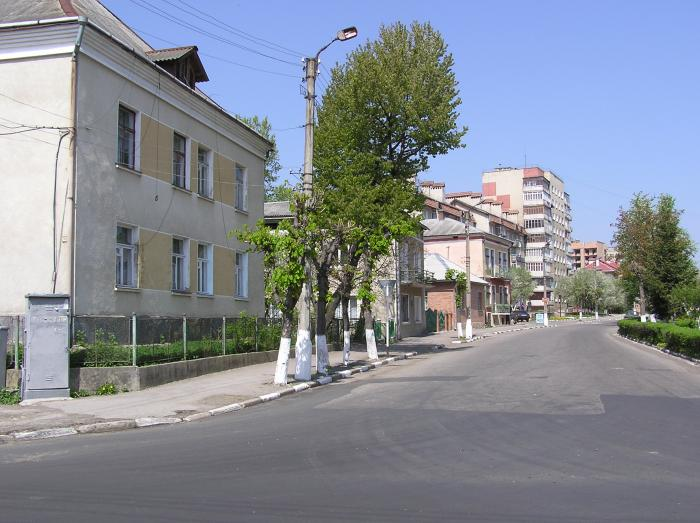
Роздоріжжя
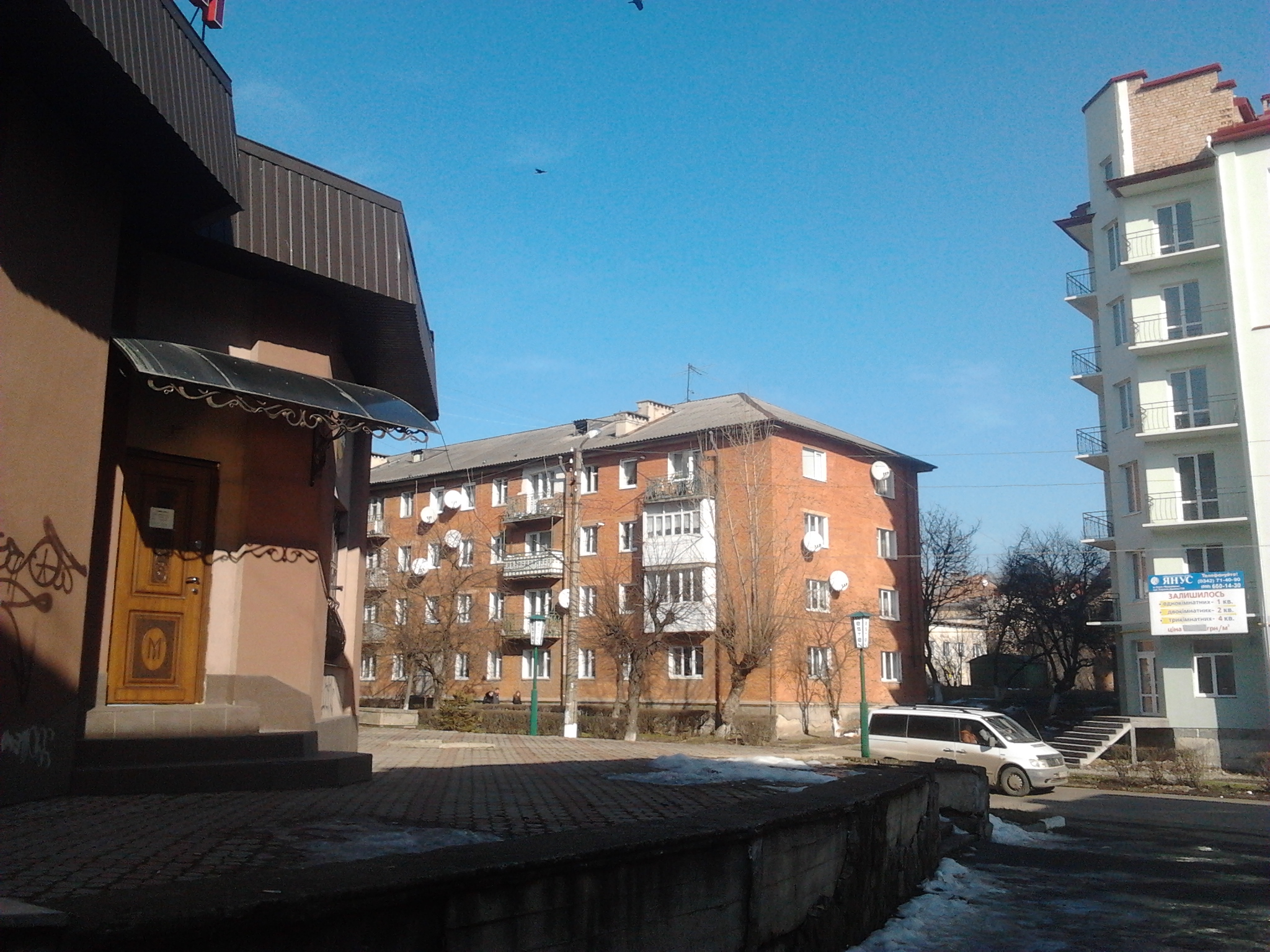
Хрущовки
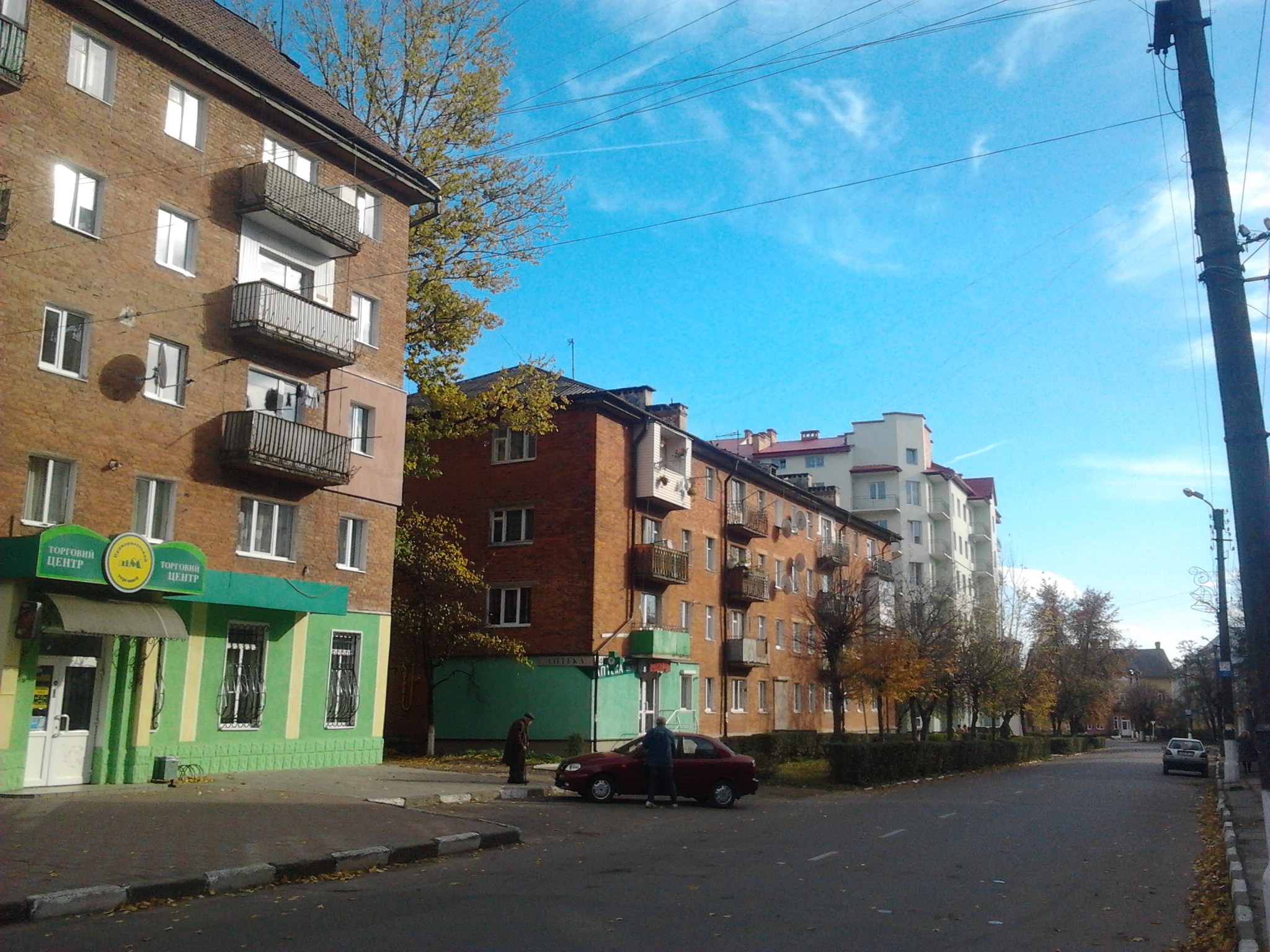
Радянська забудова
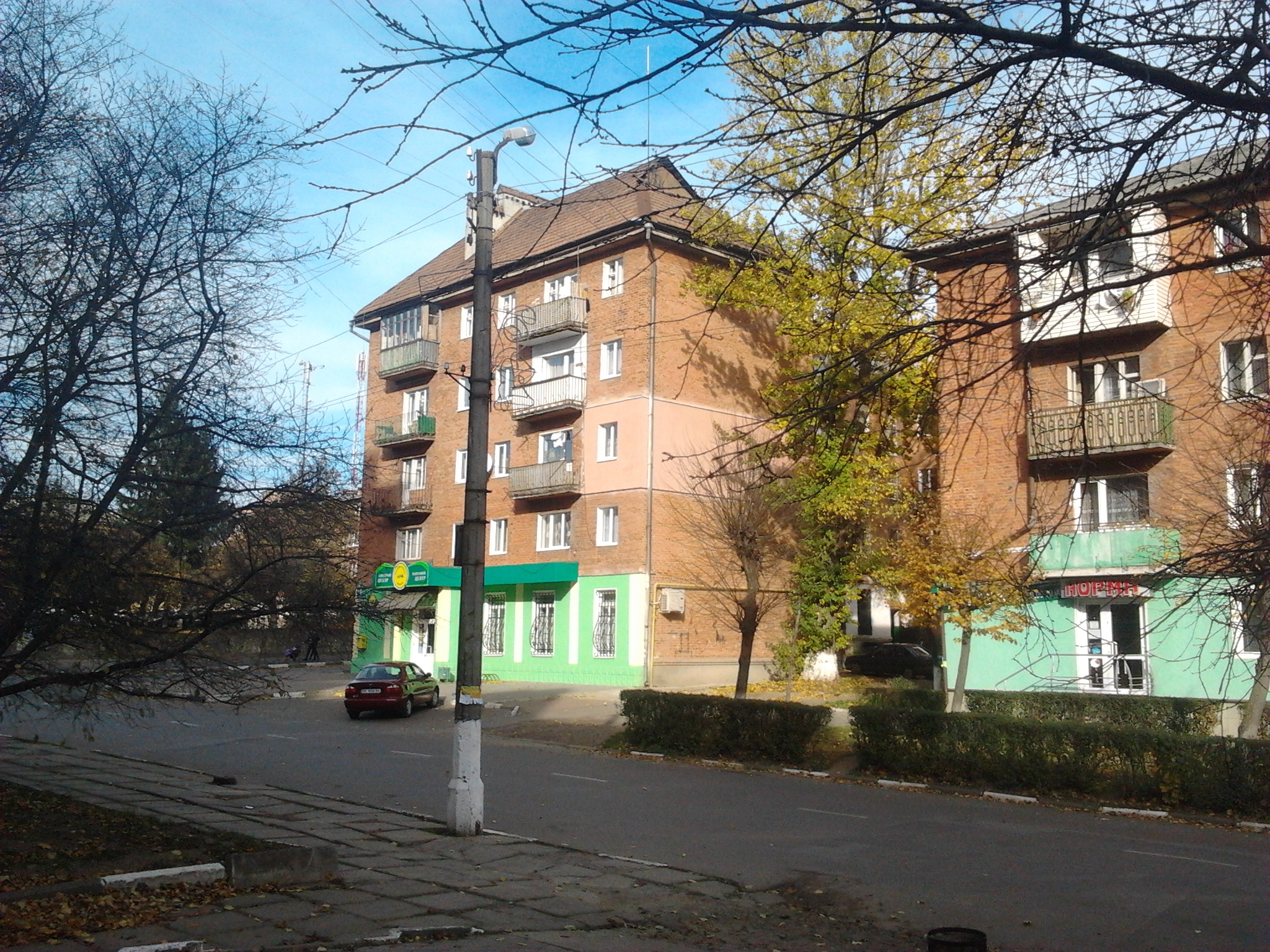
Підвальна 11

## Нова забудова

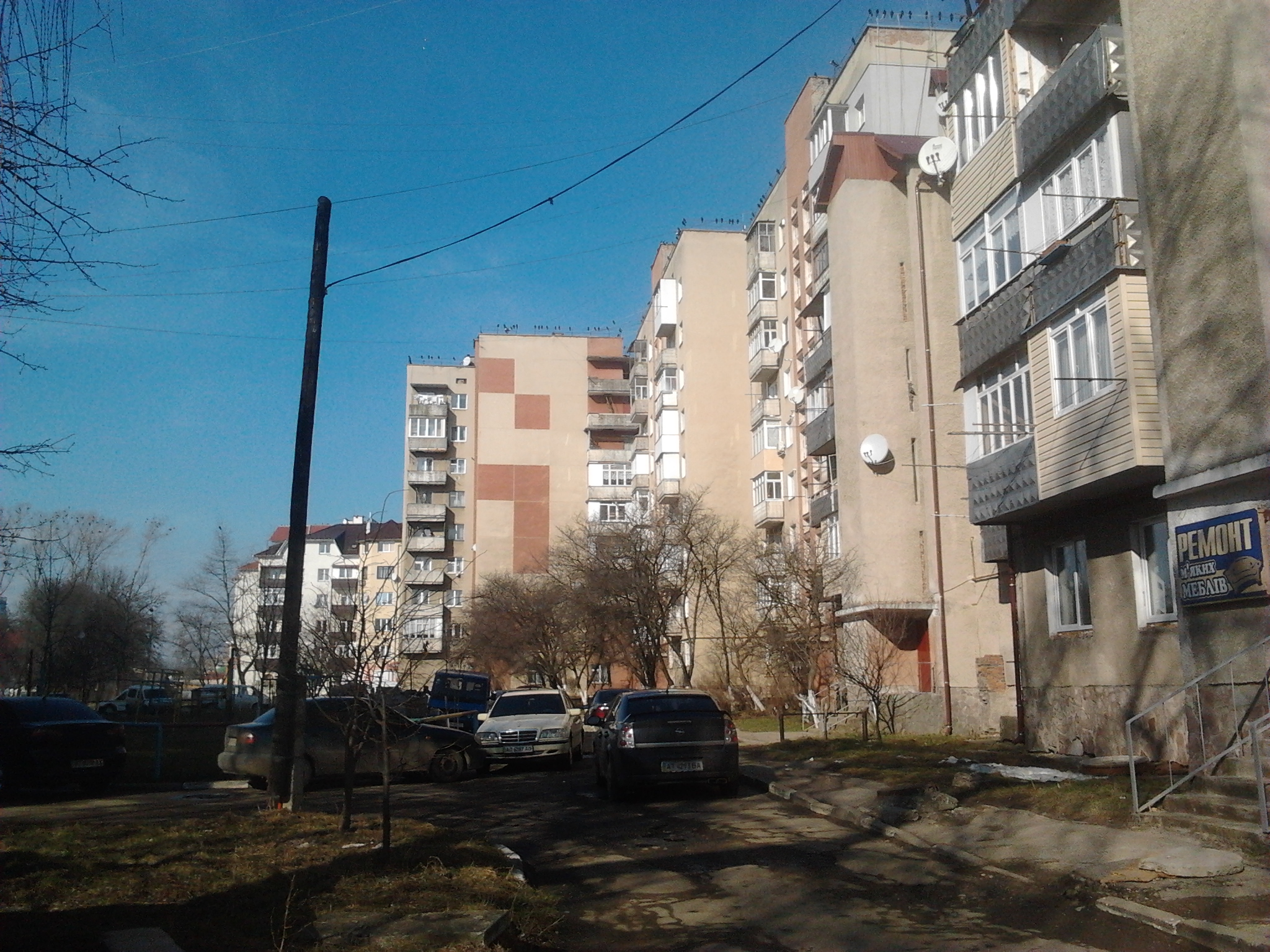
Двір
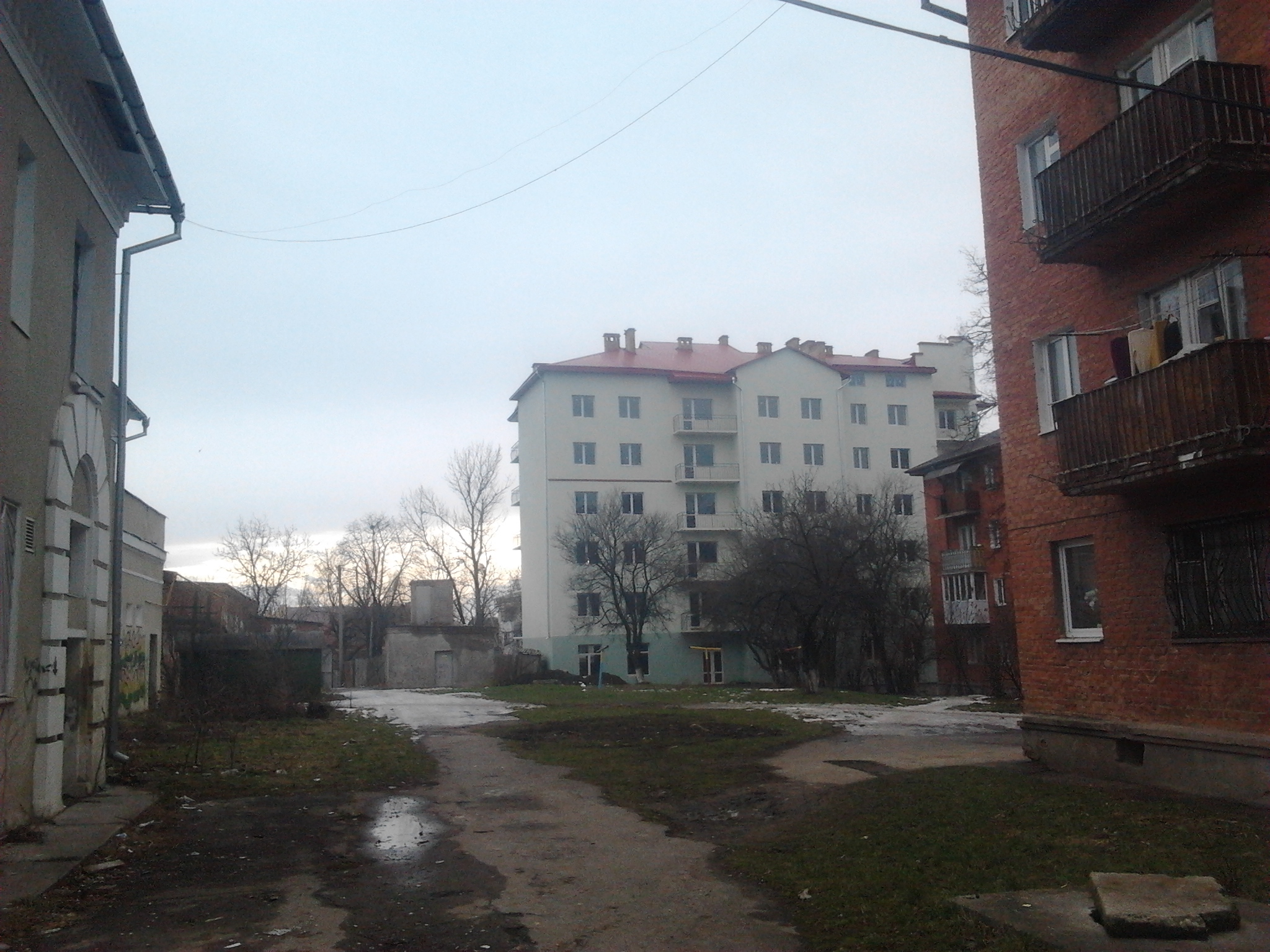
Двір
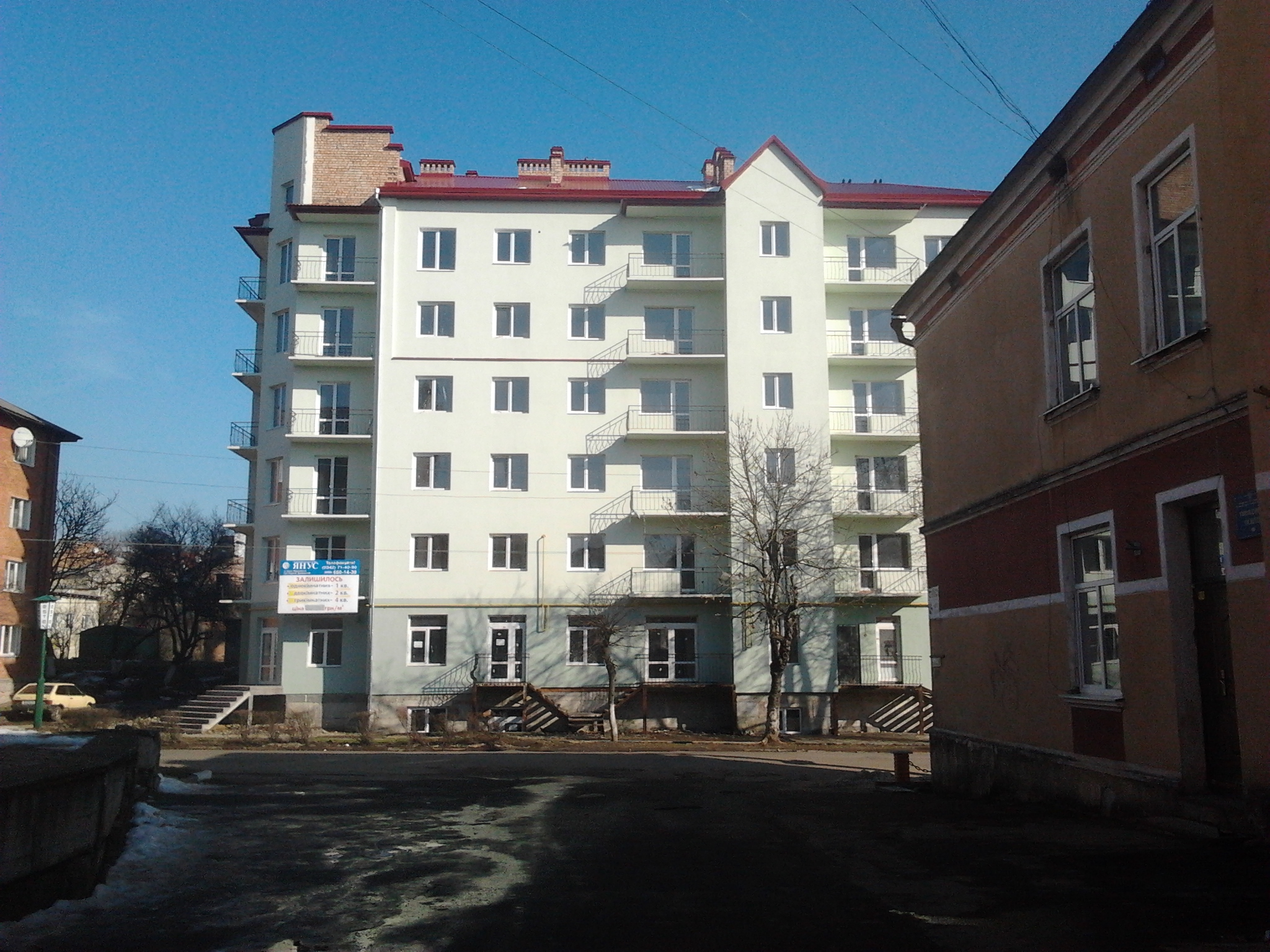
Новобудова

## СРСР

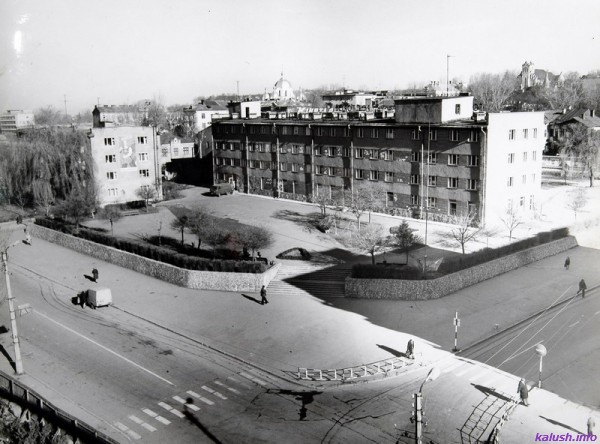
готель "Прикарпатський" (тепер — готель "Асторія")